# Felix Ramprecht
Felix Harald Konrad Ramprecht (* 29. Oktober 1992 in München) ist ein österreichischer Mittelstreckenläufer.
Zu seinen Spezialdisziplinen gehören der 800- und 1500-Meter-Lauf. Zu seinen größten sportlichen Erfolgen gehört der Gewinn der Staatsmeisterschaft über 800 Meter in der Halle 2016.
Er ist seit 2014 deutsch-österreichischer Doppelstaatsbürger.

## Sportliche Laufbahn
Felix Ramprecht begann seine sportliche Karriere im Tennis, wo er eine Profilaufbahn einschlagen wollte. Daneben nahm er als 17-Jähriger häufig an Duathlon- und Triathlonwettkämpfen als Staffelläufer teil. Dort wurde der örtliche Leichtathletikverein auf ihn aufmerksam und lud ihn zum Training ein. Er gab im September sein Debüt 2009 bei den österreichischen Meisterschaften in der U18, wo er auf Anhieb den 3. Platz im 3000-Meter-Lauf holte. Anschließend beschloss er, seine Tenniskarriere aufzugeben, um sich ausschließlich dem Laufen zu widmen.
2010 ging er zum damaligen Nationaltrainer Wilhelm Lilge und trainierte in der Trainingsgruppe von Andreas Vojta. 2011 konnte er die Titel im 1500- und 1500-Meter-Lauf in der U20-Klasse gewinnen und konnte seine Zeit über 1500 Meter von 4:11 min  auf 4:01 min steigern.
2012 konnte er in der U23 den Österreichischen Titel über 800 und 1500 Meter sichern und stellte dort einen bis 2016 gültigen Meisterschaftsrekord in der U23-Klasse (3:56 min) auf. Seine Zeit über 1500 Meter verbesserte er bei einem Meeting in Deutschland auf 3:51,06 min.
2013/14 wechselte er zu Raphael Pallitsch. Dort konnte er sich 2014 weitere Titel über 800/1500 Meter sichern in der U23-Klasse. Er beschloss seinen Fokus auf 800 Meter zu legen.
2016 steigerte er in der Halle seine Bestzeit über 800 Meter auf 1:51,68 min, wurde mit einem Start-Ziel Sieg Österreichischer Staatsmeister und schloss die Hallensaison als Nummer 1 ab mit seiner 800-Meter-Bestzeit.
Neben seinen Einzeltiteln konnte er auch zweimal die 3-mal-1000-Meter-Staffel bei den Österreichischen Meisterschaften gewinnen.